# Yuri Yoshikawa
Yuri Yoshikawa (jap. 吉川由里 Yoshikawa Yuri; ur. 6 sierpnia 1971 w Osace) – japońska snowboardzistka. Zajęła 20. miejsce w halfpipe’ie na igrzyskach w Nagano i igrzyskach w Salt Lake City. Zajęła też 7. miejsce w halfpipe’ie na mistrzostwach w Berchtesgaden. Najlepsze wyniki w Pucharze Świata osiągnęła w sezonie 1999/2000, kiedy to zajęła 34. miejsce w klasyfikacji generalnej, a w klasyfikacji halfpipe’a była dziewiąta.
W 2002 r. zakończyła karierę.

## Sukcesy

### Igrzyska olimpijskie
| Miejsce | Dzień     | Rok  | Miejscowość    | Konkurencja | Zwycięzca    |
| ------- | --------- | ---- | -------------- | ----------- | ------------ |
| 20.     | 12 lutego | 1998 | Nagano         | Halfpipe    | Nicola Thost |
| 20.     | 10 lutego | 2002 | Salt Lake City | Halfpipe    | Kelly Clark  |

### Mistrzostwa Świata
| Miejsce | Dzień       | Rok  | Miejscowość          | Konkurencja | Zwycięzca       |
| ------- | ----------- | ---- | -------------------- | ----------- | --------------- |
| 35.     | 24 stycznia | 1997 | San Candido          | Halfpipe    | Anita Schwaller |
| 7.      | 16 stycznia | 1999 | Berchtesgaden        | Halfpipe    | Kim Stacey      |
| 28.     | 27 stycznia | 2001 | Madonna di Campiglio | Halfpipe    | Doriane Vidal   |

### Puchar Świata

#### Miejsca w klasyfikacji generalnej
- 1996/1997 – 75.
- 1997/1998 – 46.
- 1998/1999 – 51.
- 1999/2000 – 34.
- 2000/2001 – 44.
- 2001/2002 – –

#### Miejsca na podium
1. Innichen – 17 stycznia 1998 (Halfpipe) – 1. miejsce
2. Mont-Sainte-Anne – 19 grudnia 1999 (Halfpipe) – 2. miejsce
3. Berchtesgaden – 8 lutego 2001 (Halfpipe) – 3. miejsce